# ドラゴン・ユウキ
ドラゴン・ユウキ（1977年3月14日 - ）は、ドラゴンをモチーフにした日本の覆面レスラー。

## 経歴
プロレスラーになるため、メキシコへ渡る。
2000年11月19日、クアウテモックのフットサル場でレランパゴXとタッグを組んで対ゲレーロ・ラヨ&プリンシペ・ガルゴラ戦でデビュー。同年、日本に帰国してプロレスリング華☆激に参戦。
2011年4月17日、イサミレッスル武闘館でデビュー10周年記念大会「DRAGON CAFE PRESENTS〜ドラゴン・ユウキと仲間達の10周年〜」を開催。

## 得意技
スカイスプラッシュ
デビルズウイング
リバースタイガードライバーと同型。
アラス・デル・ディアブロ
アンヘリートモルタル

## 入場曲
- Fighter（クリスティーナ・アギレラ）

## タイトル歴
- LLRユニバーサル王座
- 九州タッグ王座

## エピソード
- DRAGON CAFEの名義でマスクとコスチュームを製作している。
- リングの内外に限らず清廉にして実直な性格を一貫している。試合中には、その真面目な性格が災いして相手の騙し討ちなどで敗退することも多々ある。
- 柔道の経験を生かして投げ技や関節技を駆使するルチャリブレで試合を展開している。体格からは想像もつかない空中殺法を得意としている。
- 基本的にベビーフェイスだがヒールに負けることが多く、逆にベビーフェイスに勝つことが多いので微妙な立ち位置になっている。
- 様々なプロレス団体に参戦してマスクを脱いで練習するが素顔だと、どのプロレス団体の関係者にも長州力と間違えられる。
- 趣味はマスクやコスチュームの製作、遠征先での食べ物巡り、シミュレーションゲーム全般。
- 好きな食べ物はピザとスパゲッティで周りが引くほどタバスコをかける。また、ハンバーガーとスナック菓子も好きでアステカに食事制限や体調管理をするように忠告されていた。
- シミュレーションゲームが大好きで学生時代にプレイした三國志シリーズやタクティクスオウガは度々プレイしている。現在ではアイディアファクトリーや日本一ソフトウェアから発売されているゲームをプレイしている。
- コスモ☆ソルジャーに熱帯魚の飼育を薦められてスパイニーイールを飼育している。